# Devica z otrokom, sv. Ano in sv. Janezom Krstnikom
Devica z otrokom s sveto Ano in svetim Janezom Krstnikom, včasih imenovana karton Burlingtonova hiša, je risba Leonarda da Vincija. Risba je naslikana z ogljem in črno-belo kredo, na osmih zlepljenih listih papirja. Zaradi velike velikosti in formata se domneva, da je risba karton (predloga) za sliko. Ne obstaja nobena Leonardova slika, ki bi neposredno temeljila na tem kartonu, čeprav je bila risba morda priprava za zdaj izgubljeno ali neizvedeno sliko, ki jo je naročil Ludvik XII. Francoski. Risba je edina ohranjena umetnikova risba večjega merila.
Risba prikazuje Devico Marijo, ki sedi na stegnu svoje matere, svete Ane, medtem ko drži otroka Kristusa, Kristusov mladi bratranec, Janez Krstnik, stoji na desni. Trenutno visi v Narodni galeriji v Londonu.
Izvedena je bila bodisi okoli 1499–1500, ob koncu umetnikovega prvega milanskega obdobja, bodisi okoli 1506–1508, ko je potoval sem ter tja med Firencami in Milanom. Večina znanstvenikov daje prednost slednjemu datumu, čeprav Narodna galerija in drugi dajejo prednost prvemu.

## Predmet
Tema kartona je kombinacija dveh tem, priljubljenih v florentinskem slikarstvu 15. stoletja: Devica z otrokom z Janezom Krstnikom in Devica z otrokom s sveto Ano.
Risba je znana po svoji kompleksni kompoziciji, ki prikazuje menjavanje v postavitvi figur, ki je prvič vidna na Leonardovih slikah v Benoisovi Madoni. Kolena obeh žensk sta obrnjeni v različne smeri, Marijina kolena se obrnejo iz slike v levo, medtem ko se njeno telo ostro obrne v desno in ustvari vijugasto gibanje. Kolena in stopala figur vzpostavljajo močan ritem navzgor in navzdol na točki v kompoziciji, kjer bi običajno našli trdno podlago, ki jo sestavljajo trdno postavljena stopala, široko razprta kolena in široko razprostrto obdajajoče oblačilo. Medtem ko se spodnje polovice njunih teles obrnejo stran, se obraza obeh žensk obrneta drug proti drugemu in zrcalita poteze druga druge. Razmejitev med zgornjima telesoma je izgubila jasnost, kar nakazuje, da sta glavi del istega telesa.
Zasukano gibanje Device se odraža v Detetu Jezusu, katerega telo, ki ga njegova mati drži skoraj vodoravno, se vrti vzdolžno, pri čemer je spodnji del obrnjen navzgor in zgornji del obrnjen navzdol. Ta obračajoča se drža je prvič prikazana na slikah Leonarda v Čaščenju treh kraljev in je raziskana v številnih risbah, zlasti v različnih študijah Device in otroka z mačko, ki so v Britanskem muzeju.
Jukstapozicija dveh nizov glav je pomemben kompozicijski element. Kot, osvetlitev in pogled otroka Jezusa posnemajo pogled njegove matere, medtem ko Janez Krstnik te iste elemente reproducira v obrazu svete Ane. Osvetlitev nakazuje, da sta v prizoru, ki mu je gledalec priča, dva protagonista in dve stranski igralski zasedbi. Med pogledi štirih figur je subtilna igra. Sveta Ana se oboževalno nasmehne svoji hčerki Mariji, kar morda ne kaže le na materinski ponos, temveč tudi na čaščenje tiste, ki jo bodo »vsi rodovi imenovali ... blaženo«. Marijine oči so uprte v Deteta Jezusa, ki dvigne roko v znak blagoslova nad bratrancem, ki bo trideset let kasneje opravil svojo nalogo krstiti Jezusa. Čeprav je starejši od obeh otrok, Janez Krstnik ponižno sprejme blagoslov, kot tisti, ki bo pozneje za svojega bratranca rekel: »jaz nisem vreden, da bi mu odvezal jermen na sandali«.Jn 1,27 Roka svete Ane s kazalcem, obrnjenim proti nebu, je postavljena blizu glav otrok, morda zato, da kaže na izvorni vir blagoslova. Ta skrivnostna gesta velja za najpomembnejšo leonardeskovo, pojavlja se v Zadnji večerji in Svetem Janezu Krstniku.
Tovrstne risbe so običajno prenašali na desko za slikanje z vbadanjem ali zarezovanjem obrisa. V Devici z otrokom s sveto Ano in svetim Janezom Krstnikom o tem ni nobenega dokaza, kar kaže na to, da je bila risba shranjena kot samostojno umetniško delo. Zdi se, da Leonardo ni slikal neposredno na tej risbi. Kompozicija se razlikuje od Leonardove edine druge ohranjene obdelave teme, Device z otrokom s sveto Ano v Louvru, v kateri ni lika Krstnika.

### Dela drugih, ki izhajajo iz risbe
Čeprav Leonardo očitno ni razvil slike, je bila risba uporabljena kot vir za slike drugih.
Sliko po kartonu je naredil Bernardino Luini. Bil je Leonardov učenec. Njena tema se razlikuje od Leonardove po tem, da vključuje sv. Jožefa. Luinijeva slika je zdaj v Biblioteci Ambrosiana v Milanu.
Figura Pomone na sliki Francesca Melzija Vertumnus in Pomona, ki jo hranijo v Gemäldegalerie v Berlinu, temelji na figuri Device na tej Leonardovi risbi. Podobnost je najbolj izrazita v glavi. Melzi je bil še eden od da Vincijevih učencev, ki je imel pomembno vlogo v njegovem življenju. Postal je literarni izvajalec vseh da Vincijevih dokumentov in čigar urejanje je privedlo do ohranitve mnogih od njih v knjižni obliki. Narisal je tudi portret da Vincija, ki je ena redkih potrjenih njegovih podob.

## Zgodovina
Datum in kraj izvedbe kartona sta sporna. Najzgodnejše ga omenja biograf Giorgio Vasari, ki je pisal sredi 16. stoletja in pravi, da je delo nastalo, ko je bil Leonardo v Firencah, kot gost servitskega samostana. Vasari pravi, da so se mladi in stari dva dni zgrinjali, da bi si ogledali risbo, kot da bi bili na festivalu. To bi datiralo karton v približno leto 1500.
Datum 1498–99 je na delo postavil padre Sebastiano Resta, ki je pisal Giovanniju Pietru Belloriju, da je Leonardo risanko narisal v Milanu na zahtevo Ludvika XII. Francoskega. Medtem ko je ta datum postal široko sprejet, povezava z Ludvikom XII. ni. Novejši zgodovinarji so delo datirali že v sredino 1490-ih let, v primeru Carla Pedrettija in Kennetha Clarka pa vse do 1508–1510. Martin Kemp ugotavlja, da slike hidravličnega inženiringa, ki se pojavljajo med skicami v pripravljalni risbi v Britanskem muzeju, datirajo kompozicijo v čas okoli 1507–1508, ko je Leonardo delal podobne študije v Codex Atlanticus.
V 17. stoletju je risba pripadala grofom Arconati iz Milana. Leta 1721 je prešla na Casnedis, nato na Sagredo v Benetkah. Leta 1763 jo je pridobil Robert Udny. Do leta 1791 je bila popisana kot del Kraljeve akademije v Londonu. Včasih je karton še vedno znana kot The Burlington House Cartoon, naslov, ki se je nekoč pogosto uporabljal za zgradbo Kraljeve akademije, v kateri je bila risba.
Leta 1962 je bil karton dan v prodajo z izklicno ceno 800.000 funtov. V strahu, da bo našla kupca v tujini, so jo razstavili v Narodni galeriji, kjer si jo je v nekaj več kot štirih mesecih ogledalo več kot četrt milijona ljudi, med katerimi so številni prispevali donacije, da bi umetnino ohranili v Združenem kraljestvu. Cena je bila na koncu dosežena z donacijami, deloma zahvaljujoč prispevkom iz Sklada nacionalnih umetniških zbirk. Deset let po nakupu je John Berger porogljivo zapisal, da je »pridobil novo vrsto impresivnosti. Ne zaradi tega, kar prikazuje – ne zaradi pomena svoje podobe. Postal je impresiven, skrivnosten zaradi svoje tržne vrednosti«.
Leta 1987 je bil karton napaden v vandalskem dejanju s puško z razdalje približno sedem metrov. Strelec je bil identificiran kot duševno bolan moški po imenu Robert Cambridge, ki je trdil, da je to dejanje storil, da bi opozoril na »politične, družbene in gospodarske razmere v Veliki Britaniji«. Eksplozija je razbila stekleno prevleko in povzročila znatno škodo na umetniškem delu, ki je bilo medtem restavrirano.